# Tour du Limousin 2007
Il Tour du Limousin 2007, quarantesima edizione della corsa (trentatreesima dall'era professionistica), si svolse dal 21 al 24 agosto 2007 su un percorso di 719 km ripartiti in 4 tappe, con partenza e arrivo a Limoges. Fu vinto dal francese Pierrick Fédrigo della Bouygues Télécom davanti allo spagnolo Óscar Pereiro e al francese Anthony Charteau.

## Tappe
| Tappa  | Data      | Percorso                         | km    | Vincitore di tappa | Leader cl. generale |
| ------ | --------- | -------------------------------- | ----- | ------------------ | ------------------- |
| 1ª     | 21 agosto | Limoges > La Souterraine         | 160,8 | Philippe Gilbert   | Philippe Gilbert    |
| 2ª     | 22 agosto | Droux > Uzerche                  | 187,4 | Pierre Rolland     | Pierrick Fédrigo    |
| 3ª     | 23 agosto | Abjat-sur-Bandiat > Rochechouart | 186,8 | Lilian Jégou       | Pierrick Fédrigo    |
| 4ª     | 24 agosto | Rochechouart > Limoges           | 184,8 | Alexandre Usov     | Pierrick Fédrigo    |
| Totale | Totale    | Totale                           | 719   |                    |                     |

## Dettagli delle tappe

### 1ª tappa
- 21 agosto: Limoges > La Souterraine – 160,8 km

| Pos. | Corridore        | Squadra          | Tempo    |
| ---- | ---------------- | ---------------- | -------- |
| 1    | Philippe Gilbert | FDJ              | 3h49'41" |
| 2    | Pierrick Fédrigo | Bouygues         | s.t.     |
| 3    | Óscar Pereiro    | Caisse d'Epargne | s.t.     |

| Pos. | Corridore        | Squadra          | Tempo    |
| ---- | ---------------- | ---------------- | -------- |
| 1    | Philippe Gilbert | FDJ              | 3h49'26" |
| 2    | Pierrick Fédrigo | Bouygues         | a 9"     |
| 3    | Óscar Pereiro    | Caisse d'Epargne | a 11"    |

### 2ª tappa
- 22 agosto: Droux > Uzerche – 187,4 km

| Pos. | Corridore          | Squadra         | Tempo    |
| ---- | ------------------ | --------------- | -------- |
| 1    | Pierre Rolland     | Crédit Agricole | 5h04'14" |
| 2    | Guillaume Levarlet | Auber '93       | a 36"    |
| 3    | Pierrick Fédrigo   | Bouygues        | a 2'53"  |

| Pos. | Corridore        | Squadra          | Tempo    |
| ---- | ---------------- | ---------------- | -------- |
| 1    | Pierrick Fédrigo | Bouygues         | 8h56'38" |
| 2    | Óscar Pereiro    | Caisse d'Epargne | a 6"     |
| 3    | Philippe Gilbert | FDJ              | a 12"    |

### 3ª tappa
- 23 agosto: Abjat-sur-Bandiat > Rochechouart – 186,8 km

| Pos. | Corridore        | Squadra            | Tempo    |
| ---- | ---------------- | ------------------ | -------- |
| 1    | Lilian Jégou     | FDJ                | 4h30'14" |
| 2    | Jean-Luc Delpech | Bretagne Armor Lux | s.t.     |
| 3    | Nicolas Jalabert | Agritubel          | a 4"     |

| Pos. | Corridore        | Squadra          | Tempo     |
| ---- | ---------------- | ---------------- | --------- |
| 1    | Pierrick Fédrigo | Bouygues         | 13h33'17" |
| 2    | Óscar Pereiro    | Caisse d'Epargne | a 6"      |
| 3    | Anthony Charteau | Crédit Agricole  | a 27"     |

### 4ª tappa
- 24 agosto: Rochechouart > Limoges – 184,8 km

| Pos. | Corridore         | Squadra          | Tempo    |
| ---- | ----------------- | ---------------- | -------- |
| 1    | Alexandre Usov    | AG2R             | 4h26'40" |
| 2    | Joaquim Rodríguez | Caisse d'Epargne | s.t.     |
| 3    | Romain Feillu     | Agritubel        | s.t.     |

| Pos. | Corridore        | Squadra          | Tempo     |
| ---- | ---------------- | ---------------- | --------- |
| 1    | Pierrick Fédrigo | Bouygues         | 17h59'57" |
| 2    | Óscar Pereiro    | Caisse d'Epargne | a 6"      |
| 3    | Anthony Charteau | Crédit Agricole  | a 27"     |

## Classifiche finali

### Classifica generale
| Pos. | Corridore           | Squadra            | Tempo     |
| ---- | ------------------- | ------------------ | --------- |
| 1    | Pierrick Fédrigo    | Bouygues Télécom   | 17h59'57" |
| 2    | Óscar Pereiro       | Caisse d'Epargne   | a 6"      |
| 3    | Anthony Charteau    | Crédit Agricole    | a 27"     |
| 4    | Clément Lhotellerie | Skil-Shimano       | a 41"     |
| 5    | Joaquim Rodríguez   | Caisse d'Epargne   | a 55"     |
| 6    | Dmitriy Fofonov     | Crédit Agricole    | a 1'03"   |
| 7    | Jérôme Pineau       | Bouygues Télécom   | a 1'05"   |
| 8    | David Lelay         | Bretagne Armor Lux | a 1'12"   |
| 9    | Stéphane Goubert    | Ag2r Prévoyance    | a 1'15"   |
| 10   | Perrig Quemeneur    |                    | a 1'27"   |